# Titelles Babi
Titelles Babi és una formació titellaire creada l’any 1959 per Llibert Albiol i Carme Calvet. Inicialment s'anomenava Baby. Representaren, en bona part, un paper d’enllaç entre la vella escola i els nous plantejaments, esdevenint la tradició tolerada dins el moviment.

## Història
El 1959 van debutar a Manresa, a través de l’empresa de representació Organizaciones GIB (Guasch, Irony y Bruguera), al festival de la casa de pneumàtics Pirelli. Situats inicialment en l’òrbita dels titellaires de postguerra (Putxinel·lis Anglès, Titelles Vergés), durant els anys seixanta van aprofundir i desplegar la línia d’actualització del teatre de titelles tradicional iniciada per Ezequiel Vigués «Didó», tot trencant amb convencions com ara l’ús de la pirotècnia o la utilització de la llengüeta, i vetllant per la renovació de personatges i d’arguments tradicionals en consonància amb la cultura de masses i amb la nova sensibilitat pedagògica. Ja a la dècada dels setanta, els trobem enquadrats en el moviment renovador dels titellaires independents (Putxinel·lis Claca, Titelles Garibaldis), amb el qual s’identificaren plenament i del qual foren un dels grups més insignes.
El 1977 van estrenar, conjuntament amb Ara Va de Bo, Cançons i ninotades al IV Festival Internacional de Titelles de Barcelona. És també a partir d’aleshores que el tàndem Albiol-Calvet, que havia iniciat la seva carrera en un temps en què els titelles eren bàsicament espectacles per a la mainada, va arraconar definitivament el titella de guant tradicional per centrar-se en la creació d’espectacles amb titelles de tipus marota o de tija. Aquest canvi va coincidir amb la incorporació, l’any 1980, de Ferran Albiol a la direcció, fet que va suposar un punt d’inflexió per a la companyia, ja que va canviar el castellet de titelles de sempre per una taula rodona dins de la qual, al mig, el titellaire manipulava. A més, va iniciar una etapa durant la qual va experimentar amb diverses tècniques teatrals.
Paral·lelament, el grup va començar a col·laborar assíduament en els programes de TVE i, sobretot, de TV3: des de Fes flash, El bosc de Gari-Gori i Cinc i acció fins al Tomàtic del Club Super3, per citar alguns exemples, o el més recent Mic. Entre la seva extensa producció destaquen títols com Papers, paperets i paperines (1980), Xerrameca de xerrac (1982), El granger de Ham (1984), Contes d’ahir i d’avui (1988), Patuleia blus (1990), La balena Helena (1992, Premi Rialles al millor espectacle), L’ocell meravellós (1996); El planeta siusplau (2000) i Les aventures d’un bigoti (2000).